# Maarschalkstaf

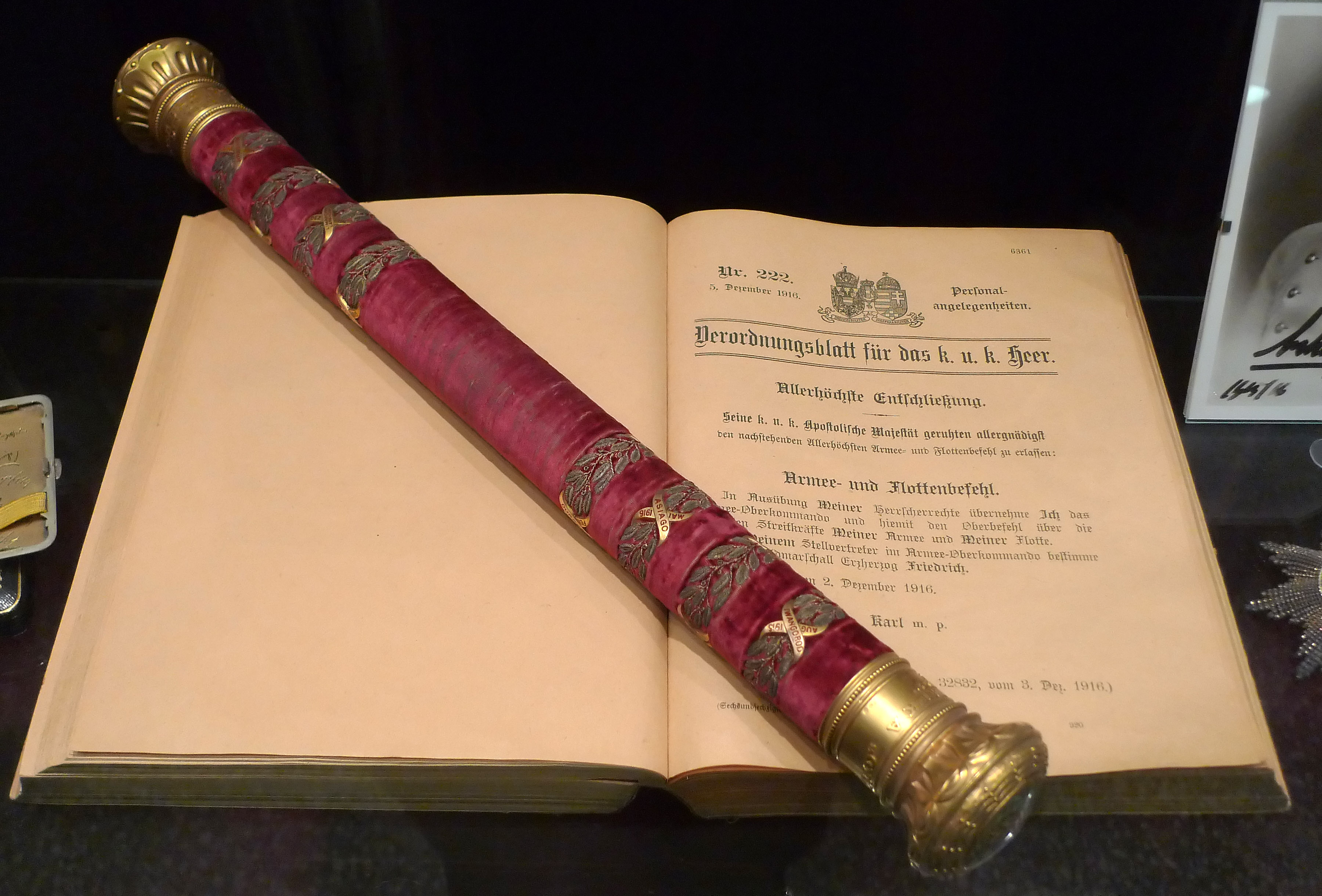
De maarschalkstaf van aartshertog Friedrich, Hertog van Teschen.

De maarschalkstaf is een baton, die een maarschalk als teken van zijn waardigheid draagt. De maarschalkstaf is in de meeste landen alleen nog voor ceremonieel  gebruik.

## Het ontstaan
De maarschalk had een hoog ambt aan de vorstelijke hoven en was de (militair en politiek) leider van de ridderorde van de respectievelijke vorsten. In de renaissance verdeelde het ambt zich in verschillende functies, zo was hij militair leider, leider aan het hof en ook voorzitter van de adelvertegenwoordiging.
Bij plechtigheden droeg de hofmaarschalk een lange staf als teken van waardigheid en macht.
Uit de maarschalkstaf (Kommandostab) werd in de middeleeuwen een insigne van de hoogste militaire bevelhebber. In het leger is de Generalfeldmarschall (ook Feldmarschall, Marschall der Armee o. dgl.) de hoogste rang.
De grootadmiraalsstaf (Großadmiralstab) werd bij de Duitse Kaiserliche Marine zonder voorafgaande traditie nagemaakt.

## Maarschalkstaf in de verschillende landen

### Sparta
In het oude Griekenland was de commandostaf ook al in gebruik. Dit was het geval met het leger van Sparta toen Plutarchus een bericht kreeg dat de veldheer Gylippus gedurende de Siciliaanse Expeditie (415 v.Chr.) alleen door zijn commandostaf en zijn bevelhebbers mantel een ommekeer teweegbracht had.

### Oude Rome
In de vroege Romeinse tijd en later ook in de dictatuur, was het de koning, praetor, consul en als laatste de dictator die is gekoppeld aan een groep van lictoren, die de functie van de lijfwacht uitoefenden. Hun teken was de fasces (roedenbundel). Oorspronkelijk was de fasces een eenvoudige roe, die als onschuldige slagwapen benut werd. Later werden de fasces gezien als een roedelbundel met een bijl die als teken van hoogwaardigheid gedragen werd. De bijl was het symbool van het oorlogsrecht van leven en dood van deze magistraten en in vredestijd werd de bijl verwijderd.

### Heilige Roomse Rijk
In het Heilige Roomse Rijk droeg de Feldmarschall een commandostaf, die zeer verschillend bewerkt was. Prins Eugenio von Savoy gebruikte een commandostaf, die bestond uit twee delen van musketlopen aan elkaar gelast, die al meerdere malen gebroken was geweest.
Na de ondergang van het Heilige Roomse Rijk in 1806, werden er geen maarschalken meer benoemd.

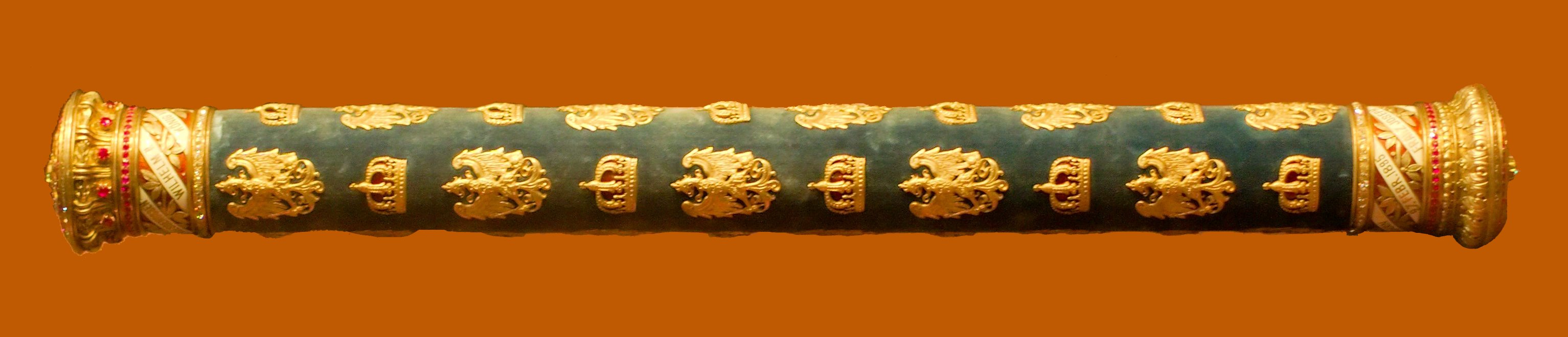
De Pruisische maarschalkstaf van 1895.

### Pruisen
Na de dood van de 1ste hertog van Wellington Arthur Wellesley, voerde Pruisen de maarschalkstaf weer in. Wellington was een eershalve Generalfeldmarschall in het Pruisische leger.
De 30 cm lange Pruisische maarschalksstaf toonde hemelsblauwe fluweel afgewisseld met gouden kronen en heraldische adelaars.

#### Interimsfeldmarschallstab
De Interimsfeldmarschallstab (Duits voor: Interimmaarschalkstaf) was voor het dagelijks gebruik, overigens alleen bij de Duitse strijdkrachten. De staf werd door keizer Wilhelm II ingesteld. 

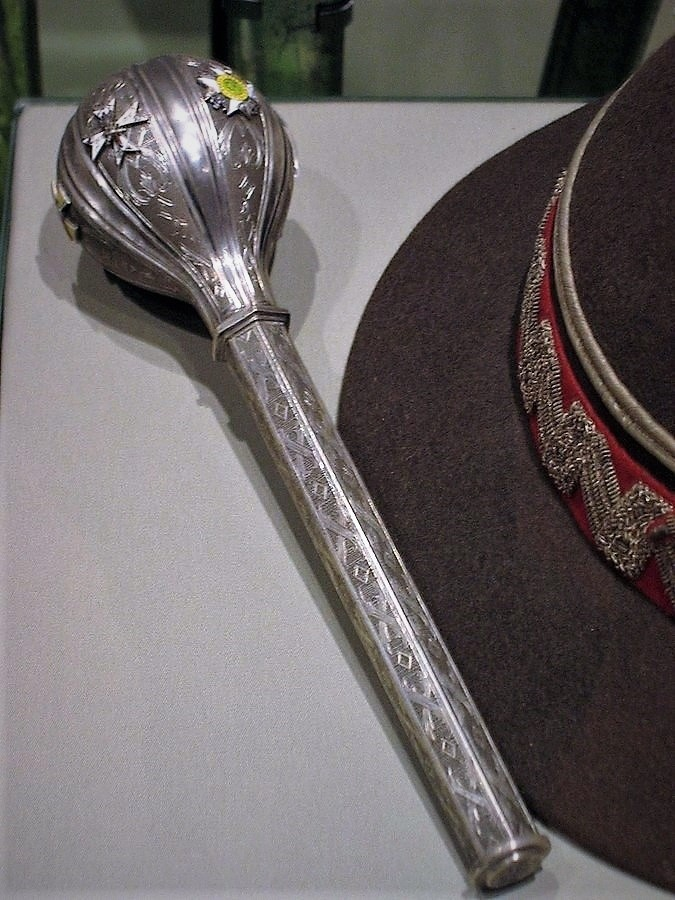
De Pusikan van de maarschalk van Polen.

### Duitse Keizerrijk
Sinds het Deutsches Heer over de deelstaten werd verdeeld, werden er in de Kaiserliche Marine maarschalksstaven van voor 1871 van de deelstaten verleend.

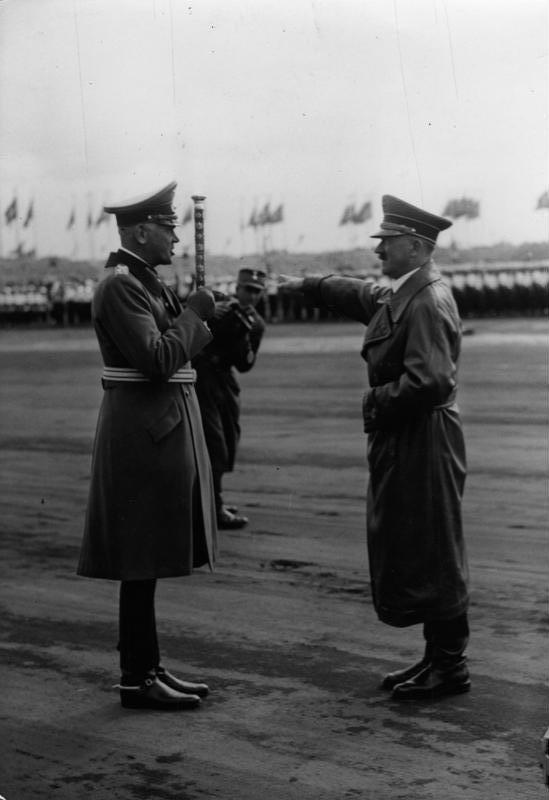
von Blomberg brengt Hitler de groet met zijn maarschalkstaf.

### Wehrmacht na 1935
In het Derde Rijk waren er ten gevolge van de ontluikende systematische persoonsverheerlijking  van het staatshoofd er voor het eerst gelijke modellen maarschalkstaven voor alle legeronderdelen. Op 20 april 1936 bevorderde Adolf Hitler, Werner von Blomberg tot generaal-veldmaarschalk (Generalfeldmarschall) en verleende hem een maarschalkstaf, die na 1945 in de USA terecht kwam en nu tentoongesteld wordt in het National Museum of American History. 
De kosten voor het vervaardigen van een maarschalkstaf bedroegen 6000 RM ($ 30,000 USD in 2012).

#### Heer
De maarschalkstaf van het Heer was met rood fluweel overtrokken. De staf was versierd met het IJzeren Kruis en de Wehrmachtsadelaar. Op het uiteinde werd een IJzeren Kruis of Wehrmachtsadelaar gezet.

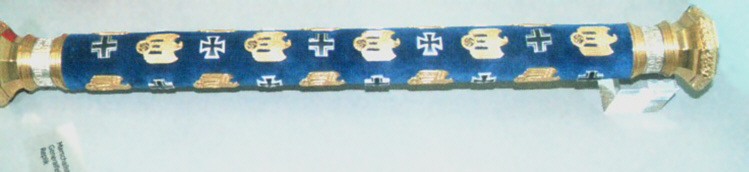
Een replica van maarschalkstaf van von Richthofen.

#### Luftwaffe
De maarschalkstaf van de Luftwaffe was overtrokken met lichtblauw fluweel. De staf was ook versierd met het IJzeren Kruis en een balkenkruis. De 49 cm lange maarschalkstaf van Albert Kesselring 
dook op tijdens een Amerikaanse veiling in december 2010, en werd verkocht voor $731.600.

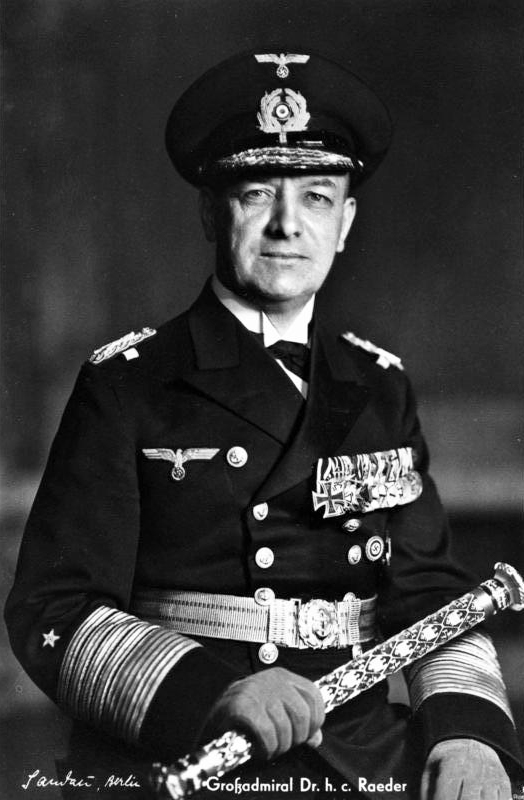
Grootadmiraal Erich Raeder met zijn grootadmiraalsstaf, 1940.

#### Marine
Sinds 1900 voerde de grootadmiraal van de Duitse marine naast de grootadmiraalsstaf (Großadmiralstab) en de Interimsfeldmarschallstab,  ook nog een refractor.

#### Maarschalken zonder maarschalkstaf
De generaal-veldmaarschalken (Generalfeldmarschall) Friedrich Paulus, Ferdinand Schörner (beide Heer) en Robert Ritter von Greim (Luftwaffe) kregen geen maarschalkstaf. Generaal-veldmaarschalk Paulus raakte zeer kort na zijn bevordering in gevangenschap, door zijn capitulatie van het 6e leger bij Stalingrad. Zijn bevordering zou Hitler ingegeven zijn geweest door het feit dat nog nooit een Duitse maarschalk zich gevangen had laten nemen. Zijn gevangenneming maakte de vervaardiging van zijn maarschalkstaf en een interimstaf (Interimsstab) overbodig. De overeenkomstige epauletten werden hem in het krijgsgevangenkamp in Turkije nog wel nagezonden.
Schörner en von Greim werden in 1945 tot generaal-veldmaarschalk bevorderd. Er kon gezien de situatie in Duitsland en de heersende oorlogsomstandigheden, geen maarschalkstaf meer gemaakt worden. Schörner kreeg nog wel een Interimstab overhandigd.

#### Reichsmarschall
Deze rang had de formele eigenschap de hoogste in rang te zijn van de hele Wehrmacht maar die stond onder het opperbevel van Adolf Hitler. De militair functieloze titel van Rijksmaarschalk (Reichsmarschall)  werd in de nationaalsocialistische persoonlijkheidscultus met bijzonder eretekens toegekend de Rijksluchtvaartminister (Reichsluftfahrtminister), opperbevelhebber van de Luftwaffe (Oberbefehlshaber der Luftwaffe), Rijksboswachter (Reichsforstmeister) en Rijksjachtmeester (Reichsjägermeister) Hermann Göring. Hij verleende zichzelf na zijn bevordering tot Rijksmaarschalk een bijzonder bewerkte maarschalkstaf en interimstaf.
De kosten voor het vervaardigen van een Rijksmaarschalkstaf bedroegen 22.750 RM (ongeveer $ 130,000 USD in 2012).

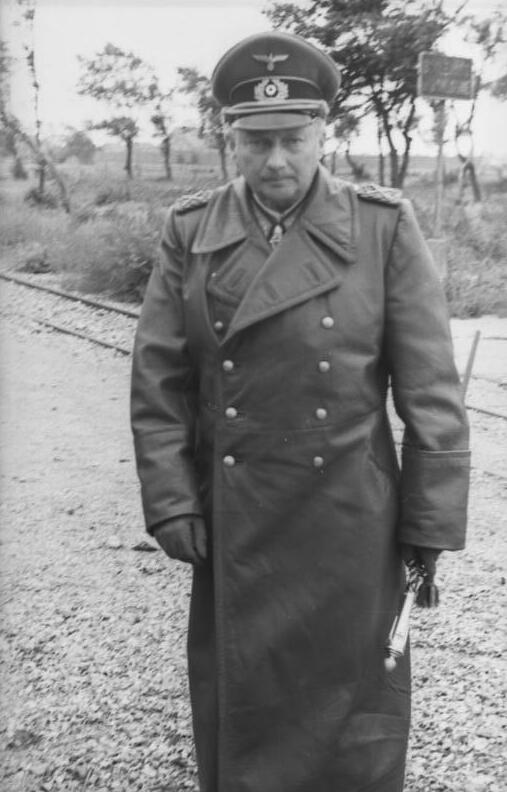
Generaal-veldmaarschalk Günther von Kluge met zijn Interimsfeldmarschallstab, Noord-Frankrijk, 1944.

#### Interimsfeldmarschallstab
De Interimsfeldmarschallstab (Duits voor: Interimmaarschalkstaf) was voor de Heer en Luftwaffe gelijk en vergelijkbaar met die van Pruisen. Het Duitse leger kende voor de maarschalk voor dagelijks gebruik een eenvoudige lange smalle staf met een kwast, de zogenaamde Interimsfeldmarschallstab.

### Polen
De maarschalk van Polen voerde als ambt onderscheiding een Pusikan, een strijdknots.
De president van de Sjem, de voorzitter van de Sjem draagt titel Marszałek Sejmu (Maarschalk van de Sejm) en heeft ook een maarschalkstaf.

### Britse Koninkrijk
In het Koninkrijk Groot-Brittannië was de maarschalkstaf al sinds 1736 ingevoerd, en behield sindsdien ook hun vorm. De staf is met rode fluweel bekleed, met daarop ingelegd de Engelse leeuwen. Aan de bovenkant van de staf is de ridder Sint-Joris, die een draak dood.
Ook de legers van de vroegere koloniën (Canada en Australië) van het Britse Rijk behielden ook de kunst van een maarschalkstaf.

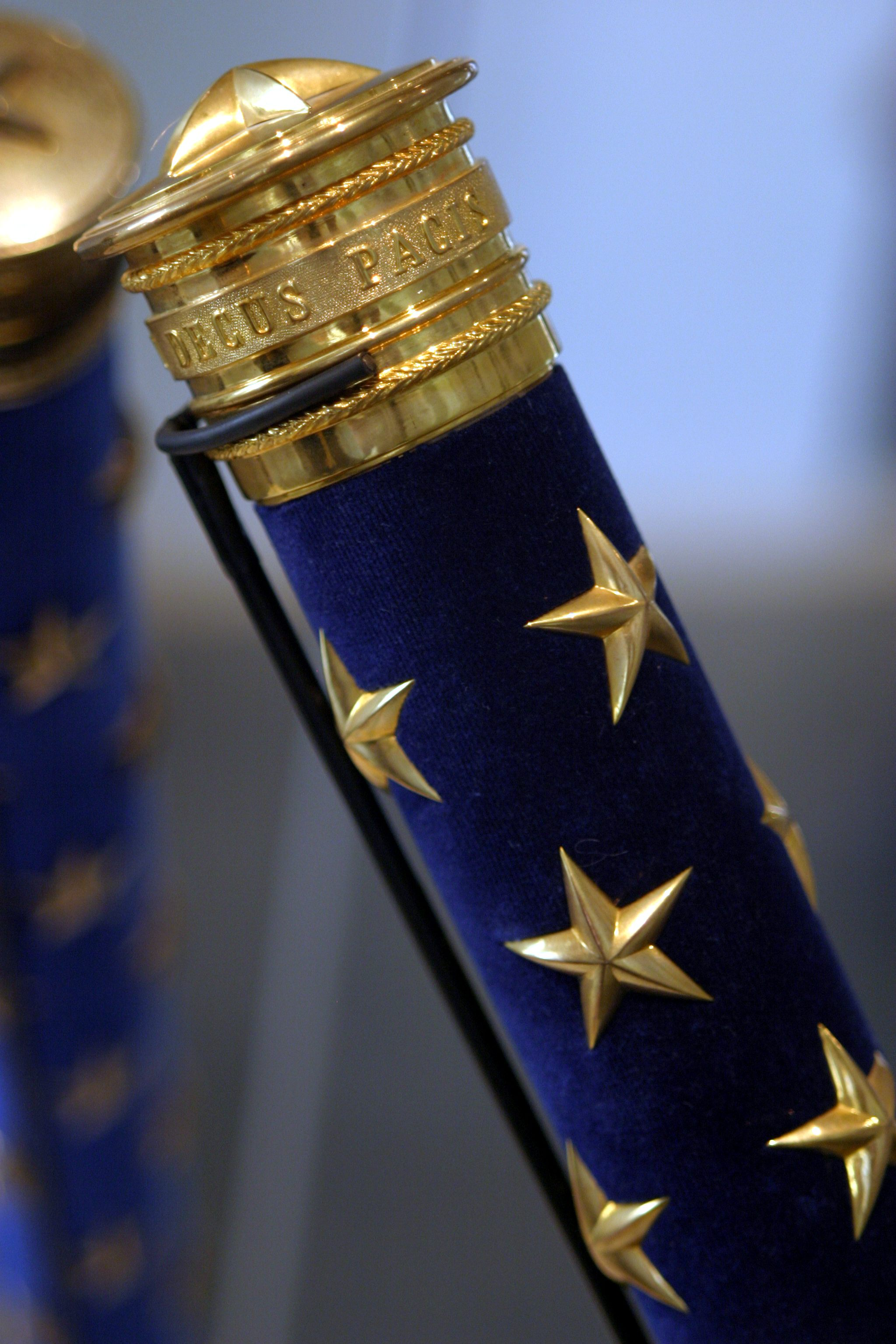
De Baton fleurdelisé in het Musée de l'Armée in Parijs.

### Frankrijk
In het tijdperk van de koningen in Frankrijk ontvangt een Maarschalk van Frankrijk een baton, een 20 duim lang en 1,5 duim breed, overtrokken met blauw fluweel en met Fleur de lis versierde maarschalkstaf. Op de gouden eindkappen, staat de naam en rang van de ontvanger en het motto Terror belli decus pacis (verschrikking in oorlog, waardig in vrede). De maarschalkstaven tijdens het bewind van Napoleon werden gemaakt door de hofjuwelier Biennais in een Romeinse stijl. De staven van na 1815 zijn in plaats van met Napoleontische adelaars met sterren versierd. 

## Citaat over de maarschalkstaf
Van Napoleon wordt beweerd dat hij eens gezegd heeft dat elke soldaat in zijn leger een maarschalksstaf in zijn ransel draagt. Hij bedoelde met deze metafoor op de meritocratie in het Franse leger. Dit in tegenstelling tot de legers van vòòr de Franse Revolutie. In theorie kon elke soldaat het tot maarschalk schoppen. De latere maarschalksstaven van andere landen lijken op deze Franse modellen te zijn gebaseerd.

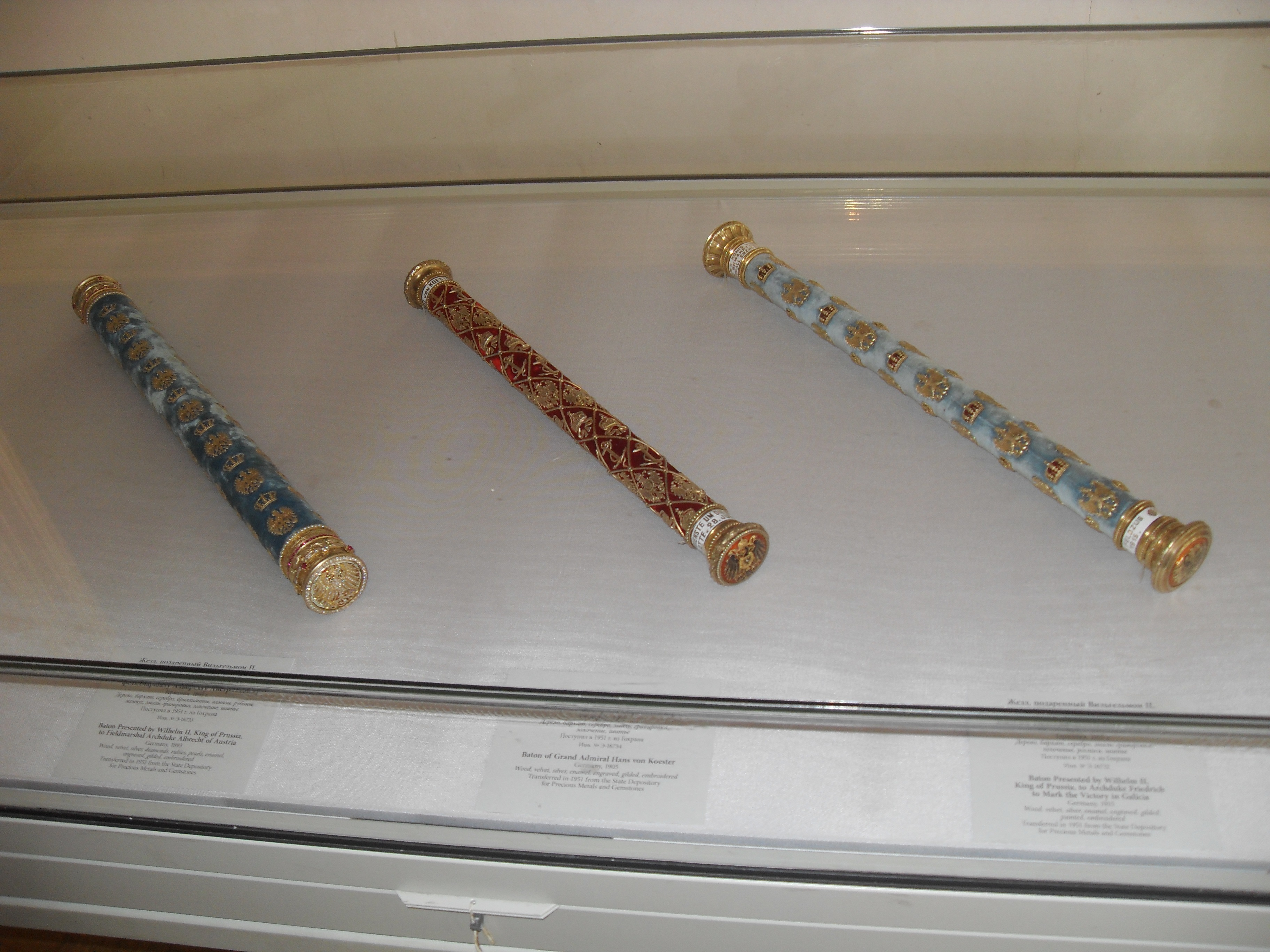
Pruisische maarschalkstaven in de Hermitage.

### Maarschalkstaven in musea
- Keizer Frans Jozef I van Oostenrijk, Pruisische maarschalkstaf (Schatkamer Wenen)
- Keizer Frans Jozef I van Oostenrijk, Britse maarschalkstaf (Heeresgeschichtliches Museum)
- Koning Willem II van Württemberg (Lijst van heersers van Württemberg), (Haus der Geschichte Baden-Württemberg)
- Werner von Blomberg (National Museum of American History - Washington D.C. - USA)[3]
- Maximilian von Weichs (National Infantry Museum - Columbus - USA)
- Günther von Kluge (Pantsermuseum Munster - Munster - Duitsland)
- Erwin Rommel (Festung Reuenthal - Zwitserland)
- Wilhelm Ritter von Leeb (Bayerisches Armeemuseum - Duitsland)[4]
- Leonhard von Blumenthal (Deutsches Historisches Museum - Berlijn)
- Helmuth Karl Bernhard von Moltke (Nationaal Historisch Museum - Moskou - Rusland)
- Albrecht van Oostenrijk-Teschen (Hermitage - Sint-Petersburg - Rusland)
- Frederik van Oostenrijk (Hermitage - Sint-Petersburg - Rusland)
- Alfred von Waldersee (Internationales Maritimes Museum Hamburg - Hamburg - Duitsland)
- Hermann Göring veldmaarschalkstaf (National Infantry Museum – Columbus, USA)
- Hermann Göring Reichsmarschallstab (West Point Museum - West Point - USA)[5]
- Rupprecht van Beieren (Slot Hohenschwangau - Hohenschwangau - Duitsland)
- Thomas Blamey (Australian War Memorial - Canberra - Australië)[6]

### Grootadmiraalsstaven in musea
- Koning Willem II van Württemberg (schatkamer van de burg Hohenzollern - Burg Hohenzollern - Bisingen - Duitsland)
- Oscar II van Zweden (Livrustkammaren - Stockholm - Zweden)
- Hans von Koester (Hermitage - Sint-Petersburg - Rusland)
- Hendrik van Pruisen (Internationales Maritimes Museum Hamburg - Hamburg - Duitsland)
- Henning von Holtzendorff (Internationales Maritimes Museum Hamburg - Hamburg - Duitsland)
- Karl Dönitz (Shropshire Regimental Museum - Shrewsbury - Engeland)[7]

Gekruiste maarschalkstaven achter het wapenbord.

### Maarschalkstaf in de heraldiek
De maarschalkstaf is in de heraldiek niet bijzonder verbreidt. Dit werd alleen gedaan door militair personeel dat ook in de adelstand verheven was en de rang bezaten, en dan werd er in- of achter het wapenbord het figuur van een maarschalkstaf gebruikt. Dit werd afgebeeld door de maarschalkstaven als andreaskruisen achter het wapenbord te kruisen. De meeste heraldici rekenen de maarschalkstaven als armatuur.

## Hedendaags gebruik
Sinds 2017 worden de sergeanten-majoor in het Koninklijk Deens leger weer uitgerust met een maarschalkstaf (commandostaf).

## Trivia
Derek Mills-Roberts nam later in de oorlog deel aan de bevrijding van het concentratiekamp Bergen-Belsen. Toen de Luftwaffe generaal-veldmaarschalk Erhard Milch gevangengenomen werd en zijn Interimsstab wilde overhandigen aan Mills-Roberts, ventileerde die zijn woede over de gruweldaden die hij in Bergen-Belsen had gezien door de maarschalkstaf op Milch's hoofd kapot te slaan.